# Limanowa (gmina wiejska)
Limanowa – gmina wiejska w Polsce położona w województwie małopolskim, w powiecie limanowskim. W latach 1975–1998 gmina administracyjnie należała do województwa nowosądeckiego.
Siedziba gminy to Limanowa. Na terenie gminy znajdują się liczne ośrodki agroturystyczne. 
Według danych z 31 grudnia 2024 gminę zamieszkiwało 26 343 osób. 

## Struktura powierzchni

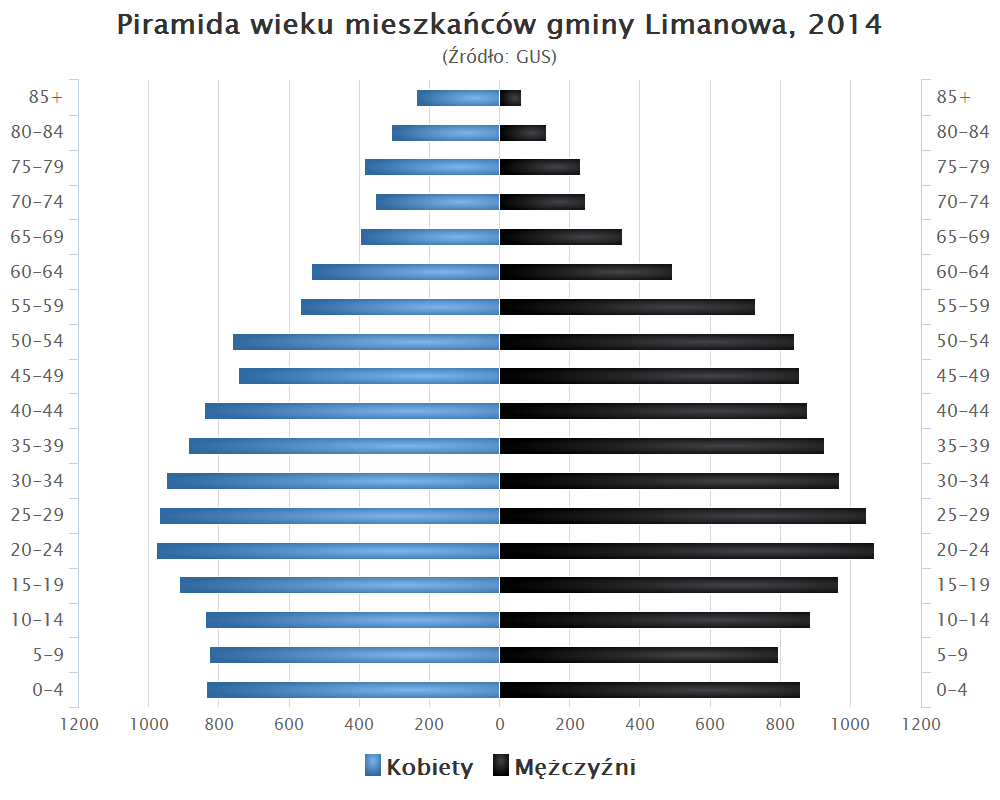
Piramida wieku mieszkańców gminy Limanowa w 2014 roku

Według danych z roku 2002 gmina Limanowa ma obszar 152,39 km², w tym:
- użytki rolne: 61%
- użytki leśne: 32%

Gmina stanowi 16,01% powierzchni powiatu.
Powierzchnia gminy Limanowa jest pokryta w większości górskimi lasami, stanowiącymi 40% obszaru gminy. Gmina Limanowa położona jest w paśmie Beskidu Wyspowego obejmuje obszar ok. 152 km². W skład gminy wchodzi 21 wsi, które zamieszkuje 23 tysiące mieszkańców. Na terenie gminy występują liczne szlaki turystyczne. Centrum administracyjne gminy stanowi miasto Limanowa. Dla całego powiatu miasto spełnia rolę głównego ośrodka administracyjno-usługowo-kulturalnego.(mieszkańców/km²)

## Miejscowości
Źródło: strona Urzędu Gminy Limanowa
Bałażówka, Kanina, Kisielówka, Kłodne, Koszary, Lipowe, Łososina Górna, Makowica, Męcina, Młynne, Mordarka, Nowe Rybie, Pasierbiec, Pisarzowa, Rupniów, Siekierczyna (sołectwa: Siekierczyna I i Siekierczyna II), Sowliny, Stare Rybie, Stara Wieś (sołectwa: Stara Wieś I i Stara Wieś II), Walowa Góra, Wysokie.

## Zabytki i obiekty sakralne
- Męcina: Kościół św. Antoniego w Męcinie;
- Nowe Rybie: Kościół Znalezienia Krzyża Świętego i Trójcy Świętej w Nowym Rybiu;
- Pisarzowa: Kościół św. Jana Ewangelisty w Pisarzowej;
- Stara Wieś: Cmentarz wojenny nr 369 – Stara Wieś-Golców.

## Sąsiednie gminy
Chełmiec, Jodłownik, Laskowa, Limanowa (miasto), Łapanów, Łososina Dolna, Łukowica, Podegrodzie, Słopnice, Trzciana, Tymbark